# Marido en alquiler
A Marido en alquiler (Férj kölcsönbe), egy 2013 és 2014 között készült amerikai teleregény a Telemundótól. Főszereplői: Sonya Smith, Juan Soler és Maritza Rodríguez. A sorozatot 2013. július 10-én 21:00 órai kezdettel mutatta be a Telemundo. Később átkerült este 20:00-ra. Magyarországon még nem került adásba.

## Történet
|  | Alább a cselekmény részletei következnek! |

„Férj kölcsönbe”, így hirdeti magát Carrasco. Igazi ezermesterként minden javítási munkát elvégez, legyen az víz- vagy villanyszerelési munka. Griselda Carrasco, a háromgyerekes családanya néhány évvel ezelőtt elveszítette férjét. Kisebbik fia, Antonio az orvosi egyetemen tanul. Antonio barátnője, Patricia a gazdag és előkelő Teresa Cristina lánya. Mivel Teresa Cristina soha nem fogadná el, hogy lánya egy egyszerű munkás fiához menjen feleségül Antonio folyamatosan hazudik édesanyjáról. Griselda élete megváltozik, amikor nyer a lottón. A hirtelen jött gazdagság hírére előkerül a korábban halottnak hitt férj.
|  | Itt a vége a cselekmény részletezésének! |

## Szereplők

### Főszereplők
| Színész(nő)             | Szerepnév                            | Megjegyzés                                                                                   |
| ----------------------- | ------------------------------------ | -------------------------------------------------------------------------------------------- |
| Sonya Smith             | Griselda Carrasco                    | Szerelő, Enrique, Antonio és Amalia édesanyja                                                |
| Juan Soler              | Reinaldo Ibarra                      | Séf, Teresa Cristina férje, Patricia édesapja                                                |
| Maritza Rodríguez       | Teresa Cristina Palmer de Ibarra     | Reinaldo felesége, Patricia édesanyja, Juan Pablo testvére, Iris unokahúga                   |
| Miguel Varoni           | José Salinas                         | Kike, Antonio és Amalia édesapja                                                             |
| Roberto Manrique        | José Enrique 'Kike' Salinas Carrasco | Pincér Gabriel éttermében, Griselda és José fia, Antonio és Amalia testvére, Kikito édesapja |
| Gabriel Coronel         | José Antonio Salinas Carrasco        | Griselda és José fia, Enrique és Amalia testvére, Patricia vőlegénye                         |
| Kimberly Dos Ramos      | Patricia Ibarra Palmer               | Reinaldo és Teresa Cristina lánya, Antonio menyasszonya                                      |
| Ricardo Chávez          | Gabriel Rodríguez                    | Étteremtulajdonos, Clara és Kike főnöke                                                      |
| Pablo Azar              | Rafael Álamo                         | A Fashion Motors alkalmazottja, Antonio barátja                                              |
| Paulo César Quevedo     | Juan Pablo Palmer                    | Teresa Cristina testvére, Esther férje                                                       |
| Sandra Destenave        | Esther Salas de Palmer               | Juan Pablo felesége, Victoria "édesanyja"                                                    |
| Ariel Texido            | Rosario 'Ro' Flores                  | Teresa Cristina asszisztense                                                                 |
| Daniela Navarro         | Bárbara González                     | Enrique exfelesége, Kikito édesanyja                                                         |
| Alba Roversi            | Iris                                 | Paloma édesanyja, Teresa Cristina nagynénje                                                  |
| José Guillermo Cortines | Máximo Durán                         | Bokszoló                                                                                     |
| Maite Embil             | Celeste Porras                       | Manuel felesége, Sol édesanyja, Griselda barátnője                                           |
| Ismael La Rosa          | Samuel                               | Reinaldo munkatársa az étteremben                                                            |
| Víctor Corona           | Manuel Porras                        | Teresa Cristina sofőrje, Celeste férje, Sol édesapja                                         |
| Dad Dager               | Paloma Ramos                         | Iris lánya                                                                                   |
| Ana Carolina Grajales   | Amalia Salinas Carrasco              | Griselda és José lánya, Enrique és Antonio testvére                                          |
| Gabriel Valenzuela      | Fernando                             |                                                                                              |
| Adrián Carvajal         | Daniel                               | Antonio barátja                                                                              |
| Jalymar Salomón         | Clara Martínez                       | Alkalmazott Gabriel éttermében, Leonardo édesanyja                                           |
| Anthony Álvarez         | Iván Rouge                           | Fashion Motors tulajdonosa, Rafael főnöke                                                    |
| Adriana Lavat           | Marcela                              |                                                                                              |
| Sandra Eichler          | Dr. Alba Perkins                     | Orvos                                                                                        |
| María del Pilar Pérez   | Vanessa Flores                       | Rosario unokhúga, Patricia barátnője                                                         |
| Sol Rodríguez           | Sol Porras                           | Manuel és Celeste lánya                                                                      |
| Ahrid Hannaley          | Beatriz Lobo                         | Guillermo menyasszonya, Victoria biológiai édesanyja                                         |
| Gustavo Pedraza         |                                      |                                                                                              |
| Luis Álvarez Lozano     | Leonardo Surfista Martínez           | Clara fia                                                                                    |
| Nadia Escobar           | Elsa                                 | Cseléd az Ibarra-házban                                                                      |
| Emmanuel Pérez          | Kikito                               | Enrique és Bárbara fia                                                                       |

### Vendég- és mellékszereplők
| Színész(nő)           | Szerepnév        | Megjegyzés                      |
| --------------------- | ---------------- | ------------------------------- |
| Alejandro Gil         |                  |                                 |
| Andrés Mistage        | Guillermo        | Alba testvére                   |
| Aneudy Lara           | Edurardo         | A Fashion Motors alkalmazottja  |
| Carlos Arreaza        |                  |                                 |
| Carlos Bower          |                  |                                 |
| Carlos Russe          |                  |                                 |
| Christián Adrián      |                  |                                 |
| Christian Méndez      |                  |                                 |
| Claudia Moreno        |                  |                                 |
| Cristian Adrián       |                  |                                 |
| Cristina Figarola     |                  |                                 |
| Elioret Silva         |                  | Biztonsági őr a szállodában     |
| Elluz Peraza          | Mirna Bello      | Színésznő                       |
| Ezequiel Rodríguez    |                  |                                 |
| Fraind Marín          |                  |                                 |
| Frank Guzmán          | Jorge Muralla    | Bokszoló                        |
| Giovanna del Portillo |                  |                                 |
| Gretel Rojas          |                  |                                 |
| Guadalupe Hernández   | Pancho           | Szakács Gabriel éttermében      |
| Héctor Contreras      |                  |                                 |
| Iris Castro           |                  |                                 |
| Iván Hernández        | Richard Mendoza  | Újságíró                        |
| Joan Polanco          |                  |                                 |
| José Hernández        |                  |                                 |
| José Manuel Cestari   | Jorge Muralla    | Riporter                        |
| Karolina Pulgar       |                  |                                 |
| Lance Dos Ramos       | Víctor           | Vízimentő                       |
| Lester Martines       |                  |                                 |
| Lino Martone          | Elio             |                                 |
| Lorena Gómez          |                  |                                 |
| Luz Collazos          |                  |                                 |
| Maleh Ferrer          |                  | Fodrásznő                       |
| Manuel Duval          |                  |                                 |
| María Corina Ramírez  | Penélope 'Penny' |                                 |
| Martha Mijares        | Olga             | Amália barátnője                |
| Marykler Mata         |                  | Újságíró                        |
| Miriam Enriquez       |                  | Teresa Cristina édesanyja       |
| Natacha Guerra        | Marcia           | Juan Pablo és Esther munkatársa |
| Natasha Domínguez     | Diosa            | A Ramos-panzió lakója           |
| Naty Botero           |                  |                                 |
| Nelson Daniel         |                  |                                 |
| Oliver Gutiérrez      |                  |                                 |
| Omar Amador           |                  |                                 |
| Omar Rouge            |                  |                                 |
| Óscar Díaz            |                  |                                 |
| Patricia Juárez       |                  |                                 |
| Rafael León           |                  |                                 |
| Randy Melgarejo       |                  | Manuel ügyvédje                 |
| Reiner Garranchan     |                  | Orvos                           |
| Riczabeth Sovalbarro  |                  |                                 |
| Rodrigo Aragón        |                  |                                 |
| Roxana Peña           | Matilde          | Szakács Reinaldo éttermében     |
| Rubén Olviares        |                  |                                 |
| Stephanie Carillo     |                  |                                 |
| Tomás Doval           | Clinton          | Bokszedző                       |
| Viviane Morales       |                  |                                 |
| Vivianne Ligarde      | Susana           | A Fashion Motors alkalmazottja  |
| Xuco Xuconoxtli       |                  |                                 |
| Yaidan Lemus          |                  |                                 |

## Korábbi verzió
A 2011-ben készült brazil Fina Estampa Lília Cabral, Dalton Vigh és Christiane Torloni főszereplésével.

## Nemzetközi bemutató
| Ország                    | Csatorna       | Első rész           | Utolsó rész      | Megjegyzés |
| ------------------------- | -------------- | ------------------- | ---------------- | --- |
| Amerikai Egyesült Államok | Telemundo      | 2013. június 10.    | 2014. január 13. | hétfő-péntek, 21:00 2013. október 21-től: hétfő-péntek, 20:00; duplarészekkel 2013. november 11-től: hétfő-péntek, 20:00 |
| Argentína                 | Telesudamérica | 2013. augusztus 6.  |                  | hétfő-péntek, 13:00 |
| Panama                    | TVN            | 2013. szeptember 2. |                  | hétfő-péntek, 20:30 |
| Venezuela                 | Televen        | 2013. szeptember 4. |                  | hétfő-szombat, 21:00 |
| Dominikai Köztársaság     | Telesistema    | 2013. október 7.    |                  | hétfő-szombat, 20:00 |
| Mexikó                    | Gala TV        | 2013. október 9.    |                  | hétfő-péntek, 22:30 |